# Alphonse Monchablon
Xavier-Alphonse Monchablon (n. 12 iunie 1835, Avillers⁠(d), Lorraine⁠(d), Franța – d. 30 ianuarie 1907, Paris, Franța) a fost un pictor francez de subiecte istorice și de portrete în stil academic. A fost înrudit de departe cu pictorul mai popular, Jan Monchablon

## Biografie

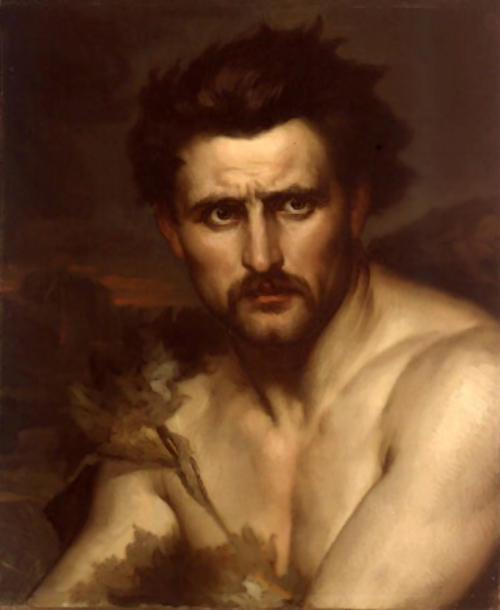
Teroare (Portretul lui Cain)

Tatăl său a fost profesor și artist amator, care i-a dat câteva dintre primele sale lecții. A fost, de asemenea, ucenic la un litograf la Mirecourt. În 1856, s-a înscris la École des Beaux-Arts, unde a studiat cu Sébastien-Melchior Cornu și Charles Gleyre. A obținut locul doi la Prix de Rome în 1862 și, în anul următor, s-a clasat pe primul loc, pictura sa cu Iosif fiind recunoscută de frații săi.
A debutat la Salon⁠(d) în 1866. De-a lungul vieții, a expus pe scară largă și a primit mai multe medalii, printre care o medalie de aur la Expoziția Universală din 1900 . De asemenea, a creat numeroase fresce religioase; în special cele din cripta de la „Basilique du Bois Chênu” din Domrémy-la-Pucelle, seminarul din Angers și capela eudistă din Versailles.
În plus, a executat o pictură murală numită „Gloriile Loarei” pentru amfiteatrul Facultății de Litere de la Universitatea din Lorena din Nancy. Aceasta a fost realizată ca răspuns la anexarea de către Germania a celei mai mari părți a Alsaciei-Lorena în 1871.
Printre cele mai cunoscute portrete ale sale se numără cele ale premierului Louis Buffet, ale exploratorului Pierre Savorgnan de Brazza și ale sculptorului Ernest-Eugène Hiolle⁠(d). De asemenea, este cunoscut pentru o gravură a lui Victor Hugo, care a fost distribuită pe scară largă.

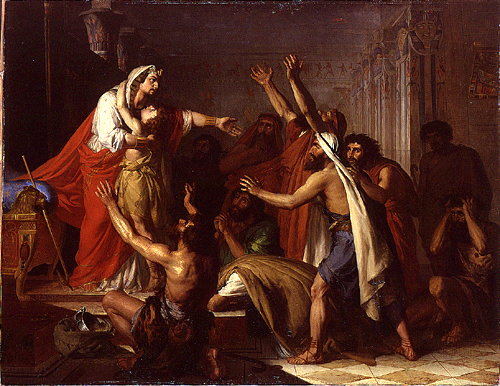
Joseph fiind recunoscut de frații săi.

A devenit Cavaler al Legiunii de Onoare în 1897. Fiul său, Édouard Monchablon, a câștigat Prix de Rome pentru pictură în 1903. Sora sa a fost căsătorită cu pictorul William Bouguereau. Fiica sa, Gabrielle, s-a căsătorit cu flautistul Louis Fleury⁠(d) și a fost o pianistă de concert de succes moderat.